# Opere di Pietro da Cortona
Segue un elenco esaustivo, ma comunque incompleto, delle opere del pittore Pietro da Cortona (1597-1669).

## Pittura
| Immagine | Titolo                                                                                    | Anno                | Tecnica              | Dimensioni                  | Città e nazione    | Collocazione                                                       | Note |
| --- | ----------------------------------------------------------------------------------------- | ------------------- | -------------------- | --------------------------- | ------------------ | ------------------------------------------------------------------ | --- |
| | Agar e Ismaele                                                                            |                     | olio su tela         | 164×210 cm                  | Basilea            | collezioni comunali                                                | |
| | Madonna col Bambino e due santi                                                           |                     | olio su tela         |                             | Boston             | Museum of Fine Arts                                                | |
| | Giacobbe e Labano                                                                         |                     | olio su tela         | 195×175 cm                  | Londra             | collezione privata                                                 | |
| | Partenza di David                                                                         |                     | olio su tela         | 130×163 cm                  | Roma               | Palazzo del Quirinale                                              | già in collezione Sacchetti |
| | Trionfo di David                                                                          |                     | olio su tela         | 130×163 cm                  | Roma               | Palazzo del Quirinale                                              | già in collezione Sacchetti |
| | Ercole che fila                                                                           |                     |                      |                             | Vienna             | Castello di Schleißheim                                            | variante del dipinto di Berlino |
| | Ritratto del carrdinale Giulio Mazzarino                                                  |                     | olio su tela         | 126×102 cm                  | Torino             | collezione privata                                                 | |
| | Daniele nella fossa dei leoni e Abacuc                                                    | 1616 ca.            | affresco             |                             | Frascati           | Villa Arrigoni Muti                                                | |
| | Caduta della manna                                                                        | 1616 ca.            | affresco             |                             | Frascati           | Villa Arrigoni Muti                                                | |
| | Passaggio del Mar Rosso                                                                   | 1616 ca.            | affresco             |                             | Frascati           | Villa Arrigoni Muti                                                | |
| | Udienza concessa da Paolo V all'inviato imperiale nella sala regia nel 1620               | 1626 ca.            | olio su tela         |                             | Vienna             | Galleria Harrach                                                   | |
| | Galatea (copia da Raffaello)                                                              | 1620 ca.            | olio su tela         |                             | Roma               | Accademia di San Luca                                              | già in collezione Sacchetti |
| | Carro di Venere                                                                           | 1620 ca.            | tempera su tela      | 106×238 cm                  | Roma               | Pinacoteca Capitolina                                              | già in collezione Sacchetti |
| | Sacrificio di Polissena                                                                   | 1620 ca.            | olio su tela         | 273×419 cm                  | Roma               | Pinacoteca Capitolina                                              | già in collezione Sacchetti |
| | Nascita della Vergine                                                                     | 1620-1624           | olio su tela         | 131×98 cm                   | Roma               | collezione privata                                                 | |
| | Giuramento di Seramide                                                                    | 1620-1624 ca.       | olio su rame         | 51×71 cm                    | Londra             | Collezione Denis Mahon                                             | |
| | Santa Cecilia                                                                             | 1620-1625           | olio su tela         | 143,5×108,9 cm              | Londra             | National Gallery                                                   | già in collezione di Niccolò Maria Pallavicini                                                                                       |
| | San Pietro e sant'Agata                                                                   | 1620-1625           | olio su tela         | 140×200 cm                  | Cortona            | Proprietà Marioni                                                  | |
| | Pietà                                                                                     | 1620-1625           | olio su tela         |                             | Cortona            | Chiesa di Santa Chiara                                             | |
| | Ritratto di ignoto                                                                        | 1620-1625           | olio su tela         |                             | Roma               | Pinacoteca Capitolina                                              | già in collezione Sacchetti |
| | Sacra famiglia (copia da Tiziano)                                                         | 1622 ca.            | olio su tela         | 140×210 cm                  | Roma               | Pinacoteca Capitolina                                              | già in collezione Sacchetti e poi Barberini                                                                                          |
| | Flagellazione di santa Bibiana                                                            | 1624-1626           | affresco             |                             | Roma               | Chiesa di Santa Bibiana                                            | |
| | Ruffina cerca di persuadere Bibiana ad adorare gli idoli                                  | 1624-1626           | affresco             |                             | Roma               | Chiesa di Santa Bibiana                                            | |
| | Santa Bibiana compare davanti ad Aproniano e morte di santa Demetria                      | 1624-1626           | affresco             |                             | Roma               | Chiesa di Santa Bibiana                                            | |
| | Dio benedicente e angeli                                                                  | 1624-1626           | affresco             |                             | Roma               | Chiesa di Santa Bibiana                                            | |
| | Salomone adora l'idolo                                                                    | ante 1625           | affresco             |                             | Roma               | Palazzo Mattei                                                     | Ciclo delle Storie di Salomone |
| | Salomone e la Regina di Saba                                                              | ante 1625           | affresco             |                             | Roma               | Palazzo Mattei                                                     | Ciclo delle Storie di Salomone |
| | Morte di Joab                                                                             | ante 1625           | affresco             |                             | Roma               | Palazzo Mattei                                                     | Ciclo delle Storie di Salomone |
| | Salomone ringrazia Iddio per il dono della saggezza                                       | ante 1625           | affresco             |                             | Roma               | Palazzo Mattei                                                     | Ciclo delle Storie di Salomone |
| | Salomone è unto Re                                                                        | ante 1625           | affresco             |                             | Roma               | Palazzo Mattei                                                     | Ciclo delle Storie di Salomone |
| | Nozze di Salomone con la figlia del faraone                                               | ante 1625           | affresco             |                             | Roma               | Palazzo Mattei                                                     | Ciclo delle Storie di Salomone |
| | Trionfo di Bacco                                                                          | 1625                | olio su tela         | 144×205 cm                  | Roma               | Pinacoteca Capitolina                                              | già in collezione Sacchetti |
| | Gesù e l'adultera                                                                         | 1625 ca.            | olio su tela         | 148×224 cm                  | San Pietroburgo    | Museo dell'Ermitage                                                | |
| | Paesaggio                                                                                 | 1625 ca.            | olio su tavola ovale | 17×27 cm                    | Roma               | Pinacoteca Capitolina                                              | già in collezione Sacchetti |
| | Marina                                                                                    | 1625 ca.            | olio su tavola ovale | 17×27 cm                    | Roma               | Pinacoteca Capitolina                                              | già in collezione Sacchetti |
| | Soggetto di storia antica                                                                 | 1625 ca.            | olio su tela         | 136×196 cm                  | Roma               | collezione privata                                                 | |
| | Ritratto di Urbano VIII                                                                   | 1625-1626 ca.       | olio su tela         | 199×128 cm                  | Roma               | Pinacoteca Capitolina                                              | già in collezione Sacchetti |
| | Madonna col Bambino e Angeli                                                              | 1625-1630           | olio su tela         | 185×137 cm                  | Roma               | Pinacoteca Capitolina                                              | già in collezione Sacchetti |
| | Paesaggio dell'Allumiere di Tolfa                                                         | 1625-1630           | olio su tela         | 61×75 cm                    | Roma               | Pinacoteca Capitolina                                              | già in collezione Sacchetti |
| | Adorazione dei pastori                                                                    | 1625-1630           | olio su tela         | 146×227 cm                  | Roma               | Palazzo Mattei                                                     | |
| | David e Golia                                                                             | 1625-1639           | olio su tela         | 126×97 cm                   | Città del Vaticano | Pinacoteca Vaticana                                                | |
| | David e il leone                                                                          | 1625-1639           | olio su tela         | 126×97 cm                   | Città del Vaticano | Pinacoteca Vaticana                                                | |
| | Ritratto di Giulio Sacchetti                                                              | 1626                | olio su tela         | 130×98 cm                   | Roma               | Galleria Borghese                                                  | già in collezione Sacchetti |
| | Santa Dafrosa                                                                             | 1626                | olio su tela         | 110×220 cm                  | Roma               | Chiesa di Santa Bibiana                                            | |
| | San Pier Damiani che offre la regola camaldolese alla Vergine                             | 1626                | olio su tela         | 147×113 cm                  | Toledo (Ohio)      | Museum of Art                                                      | già in collezione Barberini fino al 1960, poi acquistato da Colnaghi (Londra)                                                        |
| | Ritratto di Marcello Sacchetti                                                            | 1626 ca.            | olio su tela         | 130×98 cm                   | Roma               | Galleria Borghese                                                  | già in collezione Sacchetti |
| | Genio incoronato                                                                          | 1626-1628           | olio su tela         | 70×50 cm                    | Cortona            | Accademia Etrusca                                                  | Studio per il Genio che accompagna la Sapienza della volta Barberini                                                                 |
| | Madonna col Bambino e i santi Giacomo, Giovanni Battista, Stefano papa e Francesco        | 1626-1628           | olio su tela         | 285×188 cm                  | Cortona            | Accademia Etrusca (in deposito dalla chiesa di Sant'Agostino)      | |
| | Storie del vecchio testamento                                                             | 1626-1629           | ciclo di affreschi   |                             | Roma               | Villa Chigi (già villa Sacchetti)                                  | già in collezione Sacchetti |
| | Chiamata di Pietro e Andrea                                                               | 1626-1629           | olio su tela         | 30×59 cm                    | Roma               | Villa Chigi (già villa Sacchetti)                                  | già in collezione Sacchetti |
| | Adorazione dei pastori                                                                    | 1628-1630           | olio su tela         |                             | Ascoli Piceno      | collezione privata                                                 | bozzetto della pala per la chiesa di San Salvatore in Lauro di Roma                                                                  |
| | Adorazione dei pastori                                                                    | 1628-1630           | olio su tela         |                             | Roma               | Chiesa di San Salvatore in Lauro                                   | |
| | Trinità                                                                                   | 1628-1631           | olio su tela         |                             | Città del Vaticano | Basilica di San Pietro in Vaticano, cappella del Sacramento        | |
| | Veduta della tenuta di Castel Fusano                                                      | 1629 ca.            | olio su tela ovale   | 85×112 cm                   | Roma               | Villa Chigi (già villa Sacchetti)                                  | già in collezione Sacchetti |
| | Chiamata di Pietro e Andrea                                                               | 1629 ca.            | olio su tela         | 117,5×167,5 cm              | Chatsworth         | Duca di Devonshire                                                 | |
| | Ratto delle Sabine                                                                        | 1629 ca.            | olio su tela         | 275×423 cm                  | Roma               | Pinacoteca Capitolina                                              | già in collezione Sacchetti |
| | Adorazione dei pastori                                                                    | 1630 ca.            | olio su ardesia      | 20×25 cm                    | Providence         | Rhode Island School Design                                         | |
| | Adamo ed Eva                                                                              | 1630 ca.            | affresco staccato    |                             | Roma               | Palazzo Sacchetti                                                  | già in collezione Sacchetti |
| | Madonna col Bambino (affresco staccato)                                                   | 1630 ca.            | affresco staccato    |                             | Roma               | Palazzo Sacchetti                                                  | già in collezione Sacchetti |
| | L'adultera                                                                                | 1630 ca.            | olio su tela         | 131×97 cm                   | Oberschleißheim    | Castello di Schleissheim                                           | |
| | Giacobbe e Labano                                                                         | 1630-1635           | olio su tela         | 197×176 cm                  | Parigi             | Museo del Louvre                                                   | |
| | Madonna col Bambino e angeli                                                              | 1630-1635           | olio su tela         | 203×146 cm                  | Roma               | Galleria Pallavicini                                               | collezione Pallavicini |
| | Labano cerca gli idoli                                                                    | 1630-1635 ca.       | olio su tela         | 193×172 cm                  | Bristol            | City Art Gallery                                                   | già in collezione d'Orleans |
| | Giacobbe e Labano                                                                         | 1630-1635 ca.       | olio su tela         | 195×179 cm                  | Mosca              | Museo Puskin                                                       | replica del dipinto del Louvre |
| | Venere appare a Enea                                                                      | 1630-1635 ca.       | olio su tela         | 120×174 cm                  | Parigi             | Museo del Louvre                                                   | |
| | Ascensione e personaggi della famiglia Colonna                                            | 1630-1635 ca.       | olio su tela         | 201×131 cm                  | Roma               | Galleria Colonna                                                   | collezione Colonna |
| | Anania guarisce San Paolo                                                                 | 1631                | olio su tela         | 250×190 cm                  | Roma               | Chiesa di Santa Maria della Concezione                             | commessa Barberini |
| | Madonna col Bambino fra i santi Giovanni Battista, Pietro, Caterina e Felice da Cantalice | 1631 ca.            | olio su tela         | 296×205 cm                  | Milano             | Pinacoteca di Brera                                                | firmato |
| | Crocifissione                                                                             | 1631-1632           | affresco             |                             | Roma               | cappella privata al primo piano di palazzo Barberini               | nella parete d'altare, commessa Barberini                                                                                            |
| | Resurrezione e Riposo in Egitto (lunetta)                                                 | 1631-1632           | affreschi            |                             | Roma               | cappella privata al primo piano di palazzo Barberini               | nella parete di destra, commessa Barberini                                                                                           |
| | Adorazione dei pastori e Sacra Famiglia (lunetta)                                         | 1631-1632           | affreschi            |                             | Roma               | cappella privata al primo piano di palazzo Barberini               | nella parete di sinistra, commessa Barberini                                                                                         |
| | Spirito Santo e putti recanti i simboli della Passione                                    | 1631-1632           | affreschi            |                             | Roma               | cappella privata al primo piano di palazzo Barberini               | nella cupolina, commessa Barberini                                                                                                   |
| | Annunciazione, San Francesco di Paola attraversa il mare (lunetta)                        | 1631-1632           | affreschi            |                             | Roma               | cappella privata al primo piano di palazzo Barberini               | nella parete d'ingresso, commessa Barberini                                                                                          |
| | Angeli e strumenti della Passione                                                         | 1633                | affresco             |                             | Roma               | Chiesa di Santa Maria in Vallicella                                | volta della sacrestia |
| | San Filippo Neri in estasi                                                                | 1633                | affresco             |                             | Roma               | Chiesa di Santa Maria in Vallicella                                | volta di una cappella del complesso di San Filippo                                                                                   |
| | Costantino brucia i memoriali                                                             | 1633-1636           | cartone per arazzo   |                             | Firenze            | Galleria Corsini                                                   | già in collezione Barberini |
| | Battaglia navale                                                                          | 1633-1636           | cartone per arazzo   |                             | Firenze            | Galleria Corsini                                                   | già in collezione Barberini |
| | Costantino abbatte gli idoli                                                              | 1633-1636           | cartone per arazzo   |                             | Firenze            | Galleria Corsini                                                   | già in collezione Barberini |
| | Costantino abbatte il leone                                                               | 1633-1636           | cartone per arazzo   |                             | Firenze            | Galleria Corsini                                                   | già in collezione Barberini |
| | Trionfo della Divina Provvidenza                                                          | 1633-1639           | affresco             |                             | Roma               | Palazzo Barberini                                                  | volta del salone al piano nobile; commessa Barberini                                                                                 |
| | Ritratto del cardinale Pietro Maria Borghese                                              | 1635 ca.            | olio su tela         | 132,5×97,5 cm               | Minneapolis        | Institute of Arts                                                  | già in collezione Borghese |
| | Deposizione di Cristo                                                                     | 1635                | affresco             |                             | Città del Vaticano | Palazzo Vaticano                                                   | cappella dell'appartamento Vecchio, commessa Barberini                                                                               |
| | Ercole e Onfale                                                                           | 1635 ca.            | olio su tela         |                             | Berlino            | già Kaiser Friedrich Museum                                        | distrutto? |
| | Assedio di Petra Sogdiana                                                                 | 1635 ca.            | olio su tela         | 194×260 cm                  | Roma               | Palazzo del Vicariato                                              | già in collezione Sacchetti |
| | Erminia fra i pastori                                                                     | 1635-1640           | olio su tela         |                             | Roma               | Galleria Doria Pamphilj                                            | assegnato all'allievo Ciro Ferri |
| | Pasce oves meas                                                                           | 1636                | olio su tela         |                             | Castel San Pietro  | Chiesa di San Pietro                                               | commessa dei Barberini |
| | Vulcano manifesta con un fulmine a Ceculo il luogo in cui fondare Preneste                | 1636 ca.            | affresco             |                             | Roma               | Palazzo Barberini                                                  | stanza di passaggio al primo piano; eseguito con il contributo del Romanelli; commessa Barberini                                     |
| | Sacrificio a Giunone                                                                      | 1636 ca.            | affresco             |                             | Roma               | Palazzo Barberini                                                  | stanza di passaggio al primo piano; eseguito con il contributo del Romanelli; commessa Barberini                                     |
| | Amori che portano lo stemma Falconieri                                                    | 1636 ca.            | affresco             |                             | Roma               | Palazzo Barberini                                                  | stanza di passaggio al primo piano; commessa Barberini                                                                               |
| | San Girolamo nel deserto                                                                  | 1637                | olio su rame         | h. 44 cm (forma irregolare) | Detroit            | Institute of Arts                                                  | già in collezione de' Medici |
| | Età dell'oro                                                                              | 1637                | affresco             |                             | Firenze            | Palazzo Pitti, sala della Stufa                                    | commessa de' Medici |
| | Età dell'argento                                                                          | 1637                | affresco             |                             | Firenze            | Palazzo Pitti, sala della Stufa                                    | commessa de' Medici |
| | Ritorno di Agar da Abramo                                                                 | 1637 (?)            | olio su tela         | 123×99 cm                   | Vienna             | Kunsthistorisches Museum                                           | già in collezione de' Medici |
| | Investitura di Buonarroto Buonarroti a conte palatino da parte di papa Leone X            | 1637 ca.            | affresco             |                             | Firenze            | Casa Buonarroti                                                    | |
| | Autoritratto                                                                              | 1637 ca.            | olio su tela         | 77×55 cm                    | Ajaccio            | Museo Fesch                                                        | già in collezione di Cassiano del Pozzo                                                                                              |
| | Agar e Ismaele nel deserto                                                                | 1637-1638           | olio su tela         | 114,3×149,4 cm              | Sarasota           | Ringling Museum                                                    | |
| | Estasi di sant'Alessio                                                                    | 1638                | olio su tela         | 240×175 cm                  | Napoli             | Chiesa dei Girolamini                                              | commessa Colonna del ramo napoletano                                                                                                 |
| | Estasi di sant'Alessio                                                                    | 1638                | olio su tela         |                             | Firenze            | Galleria Corsini                                                   | replica del dipinto napoletano, commessa Barberini                                                                                   |
| | Età del bronzo                                                                            | 1640                | affresco             |                             | Firenze            | Palazzo Pitti, sala della Stufa                                    | commessa de' Medici |
| | Età del ferro                                                                             | 1640                | affresco             |                             | Firenze            | Palazzo Pitti, sala della Stufa                                    | commessa de' Medici |
| | Morte di santa Maria Egiziaca                                                             | 1640-1642           | olio su tela         | 97×111 cm                   | Firenze            | Galleria degli Uffizi                                              | già in collezione de' Medici |
| | Erminia cura Tancredi ferito dopo il duello con Argante                                   | 1640-1645 ca.       | olio su tela         | 90×123 cm                   | Corsham Court      | Lord Methuen                                                       | |
| | Noli me tangere                                                                           | 1640-1650 ca.       | olio su tavola       | 55×51 cm                    | San Pietroburgo    | Museo dell'Ermitage                                                | |
| | Apparizione della Vergine a San Francesco                                                 | 1641                | olio su tela         | 314×208 cm                  | Arezzo             | Chiesa dell'Annunziata                                             | |
| | Madonna col Bambino                                                                       | 1641                | olio su tela         |                             | Bordeaux           | Museo nazionale                                                    | |
| | Apparizione della Vergine a san Francesco                                                 | 1641                | olio su tela         | 96×73 cm                    | San Pietroburgo    | Museo dell'Ermitage                                                | bozzetto del dipinto di Arezzo |
| | Apparizione della Vergine a san Francesco                                                 | 1641 ca.            | olio su tela         | 227×151 cm                  | Città del Vaticano | Pinacoteca Vaticana                                                | replica del dipinto di Arezzo |
| | Il principe Medici strappato da Venere e condotto da Minerva verso Ercole                 | 1641                | affresco             |                             | Firenze            | Palazzo Pitti, sala di Venere                                      | commessa de' Medici |
| nelle lunette: Ciro rifiuta Pantea moglie di Abbrada; Alessandro e la famiglia di Dario; Antioco e Stratonice; Antioco III e la sacerdotessa di Diana; La continenza di Scipione; Morte di Sofonisba e Massinissa; Ottaviano e Cleopatra; Fausta tenta il figliastro Crispo                                                            |                                                                                           | 1641                | affresco             |                             | Firenze            | Palazzo Pitti, sala di Venere                                      | commessa de' Medici |
| | Tarsia con angeli                                                                         | 1641-1642 ca.       | disegno preparatorio |                             | Firenze            | Casa Buonarroti                                                    | |
| | Due ante di porta                                                                         | 1641-1642 ca.       | disegno preparatorio |                             | Firenze            | Casa Buonarroti                                                    | |
| | Ritrovamento di Romolo e Remo                                                             | 1643                | olio su tela         | 251×266 cm                  | Parigi             | Museo del Louvre                                                   | |
| | Natività della Vergine                                                                    | 1643                | olio su tela         | 248×164 cm                  | Perugia            | Galleria nazionale dell'Umbria                                     | firmato e datato |
| | Cesare rimette Cleopatra sul trono d'Egitto                                               | 1637                | olio su tela         | 250×265 cm                  | Lione              | Musée des Beaux-Art                                                | |
| | Natività della Vergine                                                                    | 1643 (?)            | olio su tela         | 168×121 cm                  | Parigi             | Museo del Louvre                                                   | replica del dipinto di Perugia |
| | Natività della Vergine                                                                    | 1643 (?)            | olio su tela         |                             | Roma               | Palazzo del Quirinale                                              | replica del dipinto di Perugia |
| | Riposo durante la fuga in Egitto                                                          | 1643 ca.            | olio su rame         | 48×39 cm                    | Monaco di Baviera  | Alte Pinakothek                                                    | |
| | Madonna col Bambino e san Giovannino                                                      | 1643 ca.            | olio su tavola       |                             | Firenze            | collezione privata                                                 | |
| | Madonna col Bambino e santa Martina                                                       | 1643 ca.            | olio su tela         | 138×160 cm                  | Parigi             | Museo del Louvre                                                   | già in collezione di Luigi XIV |
| | Giove che incorona il principe mediceo                                                    | 1643-1645           | affresco             |                             | Firenze            | Palazzo Pitti, sala di Giove                                       | commessa de' Medici |
| nelle lunette: Il Furore invoca la Discordia; il Furore abbandona la terra; I Dioscuri riconducono i cavalli nello zodiaco; Vulcano cessa di fabbricare armi da guerra; Diana sospende la caccia; Mercurio annuncia la pace agli uomini; Minerva insegna a Cecrope l'arte dell'ulivo; Apollo risveglia negli uomini l'amore delle arti |                                                                                           | 1643-1645           | affresco             |                             | Firenze            | Palazzo Pitti, sala di Giove                                       | commessa de' Medici |
| | Madonna col Bambino e santa Martina                                                       | post 1643           | olio su tela         | 147×160 cm                  | Londra             | collezione privata                                                 | replica del dipinto del Louvre |
| | Vittoria di Alessandro su Dario                                                           | 1644-1650           | olio su tela         | 173×375 cm                  | Roma               | Pinacoteca Capitolina                                              | già in collezione Sacchetti |
| | Vittoria di Alessandro su Dario                                                           | post 1644-1650      | olio su tela         |                             | Versailles         | Reggia                                                             | variante della versione capitolina                                                                                                   |
| | Augusto e la Sibilla                                                                      | 1645 ca.            | olio su tela         | 271×262 cm                  | Nancy              | Musée des Beaux-Art                                                | |
| | Madonna col Bambino e santa Martina                                                       | 1645 ca.            | olio su tela         | 70×58 cm                    | New York           | Metropolitan Museum                                                | |
| | Madonna col Bambino e santa Martina                                                       | 1645 ca.            | olio su tavola       | 66×66 cm                    | Perugia            | Galleria dell'Accademia                                            | |
| | Curio Dentato rifiuta i doni dei sanniti                                                  | 1645-1650           | olio su rame         | 37×50 cm                    | Chatsworth         | Duca di Devonshire                                                 | |
| | Madonna col Bambino e santa Caterina                                                      | 1645-1650           | olio su tela         |                             | Londra             | collezioni del duca di Westminster                                 | |
| | Madonna col Bambino e santa Margherita da Cortona                                         | 1645-1650           | olio su tela         |                             | Madrid             | Museo di San Fernando                                              | attribuita a Luca Giordano |
| | Augusto e la sibilla                                                                      | 1645-1650           | olio su tela         | 142×135 cm                  | Sarasota           | Ringling Museum                                                    | replica del dipinto di Nancy |
| | Martirio di san Lorenzo                                                                   | 1646                | olio su tela         | 325×180 cm                  | Roma               | Chiesa di San Lorenzo in Miranda                                   | |
| | Le virtù militari del principe Medici                                                     | 1646-1647           | affresco             |                             | Firenze            | Palazzo Pitti, sala di Marte                                       | commessa de' Medici |
| | Principe mediceo guidato dalla Fama al cospetto di Apollo                                 | 1647                | affresco             |                             | Firenze            | Palazzo Pitti, sala di Apollo                                      | commessa de' Medici; completato da Ciro Ferri nel 1660                                                                               |
| nei quattro rettangoli del sottarco: Storia di Giustiniano; Storia di Augusto |                                                                                           | 1647                | affresco             |                             | Firenze            | Palazzo Pitti, sala di Apollo                                      | commessa de' Medici; completato da Ciro Ferri nel 1660                                                                               |
| | Abramo, Sara e Agar                                                                       | 1647 ca.            | olio su tela         | 202×181 cm                  | Mosca              | Museo Puskin                                                       | |
| | Madonna col Bambino e santa Martina                                                       | 1647 ca.            | olio su tela         | 115×150 cm                  | Rennes             | Musée des Beaux-Arts (in deposito dal Louvre)                      | |
| | Madonna, Bambino e santa Martina                                                          | 1647 ca.            | olio su rame         |                             | Roma               | Chiesa di Santa Maria in Vallicella                                | nel complesso di San Filippo; è un modellino del dipinto del Louvre                                                                  |
| | Trinità in gloria e Isaia, Geremia, Daniele, Ezechiele                                    | 1648 ca. e 1659 ca. | affresco             |                             | Roma               | Chiesa di Santa Maria in Vallicella                                | cupola e pennacchi della chiesa |
| | Adorazione dei pastori                                                                    | 1650 ca.            | olio su tela         |                             | Cortona            | Duomo                                                              | |
| | Adorazione dei pastori                                                                    | 1650 ca.            | olio su tela         |                             | Aversa             | Chiesa di San Francesco                                            | replica con lievi differenze della versione di Cortona                                                                               |
| | Augusto e la Sibilla                                                                      | 1650-1655           | olio su tela         |                             | Hamilton Palace    | Galleria                                                           | |
| | Immacolata Concezione                                                                     | 1650-1660 ca.       | olio su tela         |                             | Perugia            | Chiesa di San Filippo Neri                                         | |
| | Storie di Enea                                                                            | 1651-1654           | ciclo di affreschi   |                             | Roma               | Palazzo Pamphilj                                                   | commessa Pamphilj |
| | Mosaici                                                                                   | 1652-1663 e 1668    | cicli di affreschi   |                             | Città del Vaticano | Basilica di San Pietro in Vaticano, terza, seconda e prima campata | in collaborazione con altri autori                                                                                                   |
| | Martirio di san Lorenzo                                                                   | 1653                | olio su tela         | 320×210 cm                  | Firenze            | Chiesa di San Michele e San Gaetano                                | |
| | Sacrificio di Senofonie a Diana                                                           | 1653                | olio su tela         |                             | Roma               | già palazzo Barberini                                              | venduto dai principi Barberini a Hitler durante la II Guerra Mondiale, non se ne ha più traccia                                      |
| | Sacrificio di Senofonie a Diana                                                           | post 1653           | olio su tela         | 220×300 cm                  | Roma               | Galleria Pallavicini                                               | replica del dipinto Barberini |
| | Sacrificio di Noè                                                                         | 1654 ca.            | olio su tela         | 443×275 cm                  | Roma               | Galleria Doria Pamphilj                                            | assegnato all'allievo Ciro Ferri |
| | Agar nel deserto                                                                          | 1655 ca.            | olio su tela         |                             | Roma               | collezione privata                                                 | opera di bottega |
| | Assunzione della Vergine                                                                  | 1655-1656           | affresco             |                             | Roma               | Chiesa di Santa Maria in Vallicella                                | tribuna della chiesa |
| | Angelo custode                                                                            | 1656                | olio su tela         | 223×143 cm                  | Roma               | Galleria Nazionale di arte antica di palazzo Barberini             | già in collezione Chigi |
| | Santa Martina                                                                             | 1656 ca.            | olio su tela         | 100×78 cm                   | Firenze            | Galleria Palatina di palazzo Pitti                                 | |
| | Santa Martina                                                                             | 1656 ca.            | olio su tela         | 104×86 cm                   | Princeton          | University Art Museum                                              | |
| | Adorazione dei pastori                                                                    | 1656 ca.            | olio su pietra       | 51×40 cm                    | Madrid             | Museo del Prado                                                    | |
| | Santa Martina                                                                             | 1656 ca.            | olio su rame         | 59×37 cm                    | Parigi             | Museo del Louvre                                                   | replica del dipinto di Firenze |
| | Martirio di santa Martina                                                                 | 1656 ca.            | olio su tela         | 228×363 cm                  | Siena              | Basilica of San Francesco                                          | |
| | Madonna in gloria con santa Martina, san Luca, san Francesco, e santa Margherita          | 1659                | olio su tela         |                             | Cortona            | Conservatorio di San Girolamo delle Oblate                         | opera di bottega |
| | Martirio di santo Stefano                                                                 | 1660 ca.            | olio su tela         | 260,5×149 cm                | San Pietroburgo    | Museo dell'Ermitage                                                | |
| | Anania guarisce Paolo dalla cecità                                                        | 1660 ca.            | olio su tela         | 52×53 cm                    | Vienna             | Kunsthistorisches Museum                                           | |
| | Crocifissione tra Maria, Giovanni e la Maddalena                                          | 1661 ca.            | olio su tela ovale   |                             | Castel Gandolfo    | Chiesa di San Tommaso da Villanova                                 | commessa Chigi |
| | Daniele nella fossa dei leoni                                                             | 1663                | olio su tela         | 443×225 cm                  | Venezia            | Gallerie dell'Accademia                                            | |
| | Miracolo di san Filippo                                                                   | 1664-1665           | affresco             |                             | Roma               | Chiesa di Santa Maria in Vallicella                                | volta della navata |
| | Autoritratto                                                                              | 1665                | olio su tela         | 71×57 cm                    | Firenze            | Galleria degli Uffizi                                              | già in collezione de' Medici |
| | Annunciazione                                                                             | 1665-1669           | olio su tela         | 410×287 cm                  | Cortona            | Chiesa di San Francesco                                            | |
| | Processione di san Carlo                                                                  | 1667                | olio su tela         |                             | Roma               | Chiesa di San Carlo ai Catinari                                    | |
| | Cristo appare a sant'Ignazio                                                              | 1668                | olio su tela         |                             | Pistoia            | Chiesa dello Spirito Santo                                         | commessa Rospigliosi |
| | Angeli musicanti                                                                          | 1668                | affresco             |                             | Roma               | Chiesa di San Nicola da Tolentino                                  | cupola della cappella Gavotti; terminato da Ciro Ferri                                                                               |
| | Peccato originale                                                                         | 1668 ca.            | olio su tela         | 256×186 cm                  | Oberschleißheim    | Castello di Schleissheim                                           | |
| | Allegoria della Quiete                                                                    | 1668 ca.            | affresco             |                             | Firenze            | Palazzo Venturi Ginori Lisci                                       | volta di una stanza |
| | Crocifisso                                                                                | 1668 ca.            | olio su tavola       | 55×40 cm                    | Milano             | Pinacoteca Ambrosiana                                              | |
| | Caduta di san Paolo                                                                       | 1668 ca.            | olio su tela         | 320×230 cm                  | Velletri           | Museo civico                                                       | |
| | Battesimo di Cristo                                                                       | 1668 ca.            | olio su tela         | 120×100 cm                  | Venezia            | collezione privata                                                 | |
| | Matrimonio di santa Caterina                                                              | 1668 ca.            | olio su tela ovale   | 111×95 cm                   | Vienna             | Kunsthistorisches Museum                                           | già collezione Albani |
| | Sant'Ivo avvocato dei poveri                                                              | 1669                | olio su tela         |                             | Roma               | Chiesa di Sant'Ivo alla Sapienza                                   | commessa Chigi, il disegno preparatorio è nella collezione Rospigliosi; l'opera fu completata dalla bottega per la morte del Cortona |

## Architettura e scultura
| Immagine | Opera                                                                                    | Datazione | Città e nazione | Note                                              |
| -------- | ---------------------------------------------------------------------------------------- | --------- | --------------- | ------------------------------------------------- |
|          | Villa Sacchetti del Pigneto                                                              | 1630      | Roma            | distrutta                                         |
|          | Chiesa dei Santi Luca e Martina                                                          | 1634-1664 | Roma            |                                                   |
|          | Stucchi nelle sale dei Pianeti di palazzo Pitti                                          | 1641-1642 | Firenze         |                                                   |
|          | Cupola della chiesa di Santa Maria in Vallicella                                         | 1650      | Roma            | rifacimento con aggiunta della lanterna           |
|          | Galleria Chigi di palazzo del Quirinale                                                  | 1655-1656 | Roma            | progetti e guida del cantiere (oggi rimaneggiata) |
|          | Facciata della chiesa di Santa Maria della Pace                                          | 1656-1657 | Roma            |                                                   |
|          | Decorazione in stucco degli interni della chiesa di Santa Maria della Pace               | 1656-1667 | Roma            |                                                   |
|          | Facciata della basilica di Santa Maria in Via Lata                                       | 1658-1660 | Roma            |                                                   |
|          | Decorazione in stucco della volta della navata della chiesa di Santa Maria in Vallicella | 1664-1665 | Roma            |                                                   |
|          | Cupola della chiesa di San Carlo al Corso                                                | 1668      | Roma            |                                                   |
|          | Decorazione in stucco della volta della navata della chiesa di San Carlo al Corso        | 1669      | Roma            |                                                   |
|          | Cappella di San Francesco Saverio nella chiesa del Gesù                                  |           | Roma            |                                                   |
|          | Cappella Gavotti nella chiesa di San Nicola da Tolentino                                 |           | Roma            |                                                   |